# Квемо-Натанеби
Квемо-Натанеби (груз. ქვემო ნატანები) — село в Грузии, на территории Озургетского муниципалитета края (мхаре) Гурия.

## География
Село находится в западной части Грузии, на правом берегу реки Натанеби, к востоку от побережья Чёрного моря, на расстоянии приблизительно 11 километров (по прямой) к западу от города Озургети, административного центра муниципалитета. Абсолютная высота — 26 метров над уровнем моря.

## Население
По результатам официальной переписи населения 2014 года, в Квемо-Натанеби проживало 3099 человек (1500 мужчин и 1599 женщин). В национальной структуре населения грузины составляли 98,6 %, русские — 1 %, украинцы — 0,2 %.
| Год  | Население, человек |
| ---- | ------------------ |
| 2002 | 3750               |
| 2014 | ↘ 3099             |